# Blackadder II
Blackadder II is de tweede serie afleveringen van de Britse sitcom Blackadder, in 1986 uitgezonden op BBC 1. De serie speelt in het Engeland ten tijde van koningin Elizabeth I. De edelman Edmund Blackadder probeert bij haar in de gunst te raken, en loopt constant het risico ten prooi te vallen aan haar executiedrang.

## Rolverdeling
- Rowan Atkinson als Lord Edmund Blackadder, een hoge edelman uit Londen en favoriet aan het hof van koningin Elizabeth. Hij is cynisch, listig en zelfzuchtig, maar wordt omgeven door dwazen.
- Tony Robinson als Baldrick, Blackadders oerstomme huisknecht en horige.
- Tim McInnerny als Lord Percy Percy, een dommige edelman, door Blackadder omschreven als een oen waar hij maar niet van afkomen kan.
- Miranda Richardson als Koningin Elizabeth I, die in de serie wordt neergezet als kinderlijk, verwend en erg grillig in het uitvaardigen van doodvonnissen. Door fans van de serie ook wel Queenie genoemd.
- Stephen Fry als Lord Melchett, de trouwe adviseur van de koningin en gezworen vijand van Blackadder.
- Patsy Byrne als Nursie, de seniele oude voedster van de koningin.

## Geschiedenis
Na het beperkte succes van The Black Adder in 1983 begonnen de makers toch aan een vervolg te werken. Rowan Atkinson wilde geen teksten meer schrijven, en dus werd Ben Elton aangetrokken om mee te schrijven. Ook werd er besloten om de nieuwe serie in een later tijdperk te laten spelen. Er werd besloten om de vormgeving van de serie overzichtelijker te maken, dus met minder gastacteurs, een paar vaste decors en weinig buitenopnames. Door deze veranderingen was er ook een minder hoog budget nodig, waardoor men de BBC-directie kon overhalen de serie niet te schrappen. Ook kwamen er meer verbale grappen in de tekst.
Nog een grote verandering was de wijziging van de personages. Blackadder werd intelligenter, handiger en cynischer, terwijl Baldrick juist een oerstomme figuur werd die amper kon tellen. Percy bleef in grote lijnen hetzelfde.

## Leader
De leader was een parodie op de leader van I, Claudius. In de leader kruipt er eerst een zwarte slang over tafel, waarna het voorwerp uit de titel (elke keer één enkel woord) in beeld gelegd wordt. Er werd een nieuw arrangement van het Blackadder-thema in gespeeld, met blokfluit en elektrische gitaar.
In de aftiteling werd er op de melodie van het thema een lied gezongen door een contratenor, waarin Blackadders belevenissen uit de aflevering op spottende wijze herverteld werden. In het filmpje werd Blackadder in een hoftuin lastiggevallen door een minstreel (Tony Aitken).

## Afleveringen

### Bells
Uitgezonden op 9 januari 1986

#### Verhaal
Een arm meisje genaamd Kate (Gabrielle Glayster) gaat naar Londen om daar, vermomd als de jongen Bob, een baan te vinden. Ze meldt zich aan bij Blackadder, omdat die de slechtste knecht van Londen in dienst zou hebben. Blackadder ontdekt langzaamaan dat hij verliefd is op Bob en probeert ervan af te komen. De bloedzuigers van een dokter en de raad van een oude vrouw brengen geen soelaas, maar dan bekent Bob een meisje te zijn. Blackadder verlooft zich met haar en nodigt Lord Flashheart (Rik Mayall) uit als getuige (tot groot verdriet van Percy). Flashheart komt te laat, trekt alle aandacht naar zichzelf toe en gaat er uiteindelijk met Kate vandoor, maar niet voordat ze van kleding verwisseld hebben.

#### Aftiteling
Blackadder loopt door de hoftuin, achtervolgd door de minstreel; Blackadder gaat steeds sneller lopen en rent uiteindelijk weg voor de man.

#### Trivia
- Een vrouw die zich als man vermomt is een verhaallijn die ook in werken van Shakespeare terug te vinden is.
- Rik Mayall en Gabrielle Glayster keerden in Blackadder Goes Forth terug in 20e-eeuwse versies van hun personages.
- Rik Mayall wilde enkel meedoen onder de voorwaarde dat al zijn tekst grappiger zou zijn dan de tekst van Rowan Atkinson.
- Oorspronkelijk was deze aflevering niet als de eerste maar de tweede geproduceerd. Zo scheert Percy in deze aflevering zijn baard af, maar in Head heeft hij nog wel een baard en daarna niet meer.

### Head
Uitgezonden op 16 januari 1986

#### Verhaal
De Lord High Executioner is weer eens dood en Lord Melchett speelt klaar dat de koningin Blackadder benoemt voor deze gevaarlijke post (de meeste voorgangers zijn vermoord). Hierbij wordt hij geassisteerd door de cipier Ploppy zoon van Ploppy (Bill Wallis) en de gevangeniskokkin Mrs. Ploppy (Linda Polan) die toevallig dezelfde namen hebben. Baldrick beoefent als hobbywerk het vak van beul.
Om drie dagen vrij te hebben verplaatst Blackadder de onthoofding van Lord Farrow van woensdag naar maandag. Lady Farrow (Holly de Jong) heeft echter toestemming gekregen om haar man nog een keer te zien. Omdat hij niet mag weigeren speelt Blackadder zelf voor Farrow, met een zak over zijn hoofd. Het plan slaagt, maar de volgende dag krijgt Farrow gratie. In pure wanhoop probeert Blackadder met Percy een excuus te bedenken waarom Farrow dood is, maar dan ontdekt Percy dat Baldrick de verkeerde veroordeelde, Ponsonby, onthoofd heeft. De koningin was echter naar de gevangenis gekomen om Ponsonby nog te bezoeken voor zijn executie, dus moet Blackadder de truc met de zak nog eens uithalen.

#### Aftiteling
Blackadder loopt door de hoftuin, en krijgt uiteindelijk een minstreel achter zich aan.

#### Trivia
- Bill Wallis was ook in The Black Adder al een keer verschenen als een dronken ridder.
- Deze aflevering was geproduceerd als de eerste, maar uitgezonden als tweede. Vandaar dat Percy zijn baard nog heeft. De openingsscène introduceert de personages.

### Potato
Uitgezonden op 23 januari 1986

#### Verhaal
Sir Walter Raleigh (Simon Jones) keert terug van zijn ontdekkingsreizen en heel Londen is dol op hem, behalve Blackadder. Als blijkt dat de koningin nu ook dol is op ontdekkingsreizigers beweert Blackadder dat hij zelf ook op reis wil gaan. Volgens Sir Walter is er wel een onverkende zee, voorbij Kaap de Goede Hoop, maar alleen kapitein Redbeard Rum (Tom Baker) zou gek genoeg zijn om daarheen te varen. Rum blijkt inderdaad krankzinnig en mist zijn twee benen bovendien. De net zo gekke Nursie belooft met hem te trouwen als hij terugkomt.
Eenmaal op reis maakt Blackadder aan Rum, Baldrick en Percy bekend dat hij van plan is gewoon voor een half jaar naar Frankrijk te gaan en daarna met de eer te gaan strijken. Rum maakt hierop bekend dat hij de weg naar Kaap de Goede Hoop toch niet kende. Hij blijkt echter de weg naar Frankrijk ook niet te kennen, en heeft geen bemanning mee aan boord genomen omdat hij dit overbodig acht. Een half jaar later, als het water op is en ze hun eigen urine moeten drinken (met uitzondering van Rum die al langer zijn eigen urine dronk) lopen ze aan op wat volgens Rum, die meteen van boord gaat, Southampton is. De rest blijft aan boord, want zelfs Baldrick snapt dat in Southampton geen mangroven en lavastromen voorkomen. Na twee jaar komen ze eindelijk terug. Van een kans op een huwelijk, zoals de koningin suggereerde, is geen sprake meer, want ze heeft haar interesse voor ontdekkingsreizigers verloren. Blackadder biedt haar een boemerang cadeau aan, waar ze weinig in ziet totdat Percy zichzelf ermee bewusteloos gooit. Nursie krijgt de baard van Rum, die door kannibalen opgegeten is en Sir Walter en Melchett krijgen een witte wijn aangeboden, wat in werkelijkheid de urine van Baldrick is.

#### Aftiteling
Blackadder loopt, op zijn hoede, door de hoftuin, maar ziet niet dat de minstreel doet alsof hij een standbeeld is. De minstreel slaat hem neer met zijn luit.

#### Trivia
- Dit is de eerste keer dat Queenie Blackadder dreigt te onthoofden als hij haar geen cadeautje geeft. Het dreigement kwam terug in Blackadder's Christmas Carol en Blackadder: Back & Forth.
- Als de vier ontdekkingsreizigers in paniek door elkaar schreeuwen kan men met enige moeite horen dat Rum rhubarb, rhubarb roept. Dit is een oude toneeltruc voor massascènes.
- Eerste verwijzing naar Mrs. Miggins en haar taartenwinkel.

### Money
Uitgezonden op 6 februari 1986

#### Verhaal
Midden in de nacht komt de woeste baby-etende bisschop van Bath and Wells (Ronald Lacey) bij Blackadder binnenvallen om hem te vertellen dat hij tot zonsondergang heeft om de geleende duizend pond terug te betalen aan de Bank der Zwarte Monken van St. Herod. Als waarschuwing toont hij Blackadder het graf van de vorige wanbetaler die beweerde dat hij zijn beurs verloren was. Het familiefortuin is al door Blackadders vader verspild en Blackadder heeft nu slechts 85 pond ter beschikking. Tot overmaat van ramp haalt de koningin een grap met hem uit terwijl ze met Melchett had gewed dat hij er niet in zou trappen en laat ze Blackadder het geld ophoesten.
Om Blackadder te redden gaat Percy proberen om in één middag via alchemie goud te maken. Baldrick komt met het plan dat Blackadder als schandknaap in de haven veel zou kunnen verdienen. Blackadder laat Baldrick echter als schandknaap poseren en ze halen zes pence binnen van een grote zeeman. (Blackadder vertelt hem een verhaaltje en Baldrick zorgt voor de seks.) Daarna stelt Baldrick voor het geld bij de hanengevechten in te zetten; de gok moet te winnen zijn als ze een dolle stier als haan vermommen. Blackadder wordt echter opnieuw voor de grap naar het hof geroepen, waarna hij zijn kostbare muntje moet afstaan zodat de koningin shove ha'penny kan spelen.
Thuisgekomen beweert Percy dat hij goud gemaakt heeft. Zijn maaksel is echter groen, en wordt door Blackadder prompt als "groen" bestempeld. Met tegenzin besluit Blackadder zijn huis te verkopen voor £1100,-. Maar dan wordt Blackadder weer ontboden door de koningin met het bericht dat de Fransen aanvallen. Elke edelman moet voor de mobilisatie 500 pond betalen, en Blackadder moet dubbel betalen omdat Melchett geen geld heeft. Pas als Blackadder weer weg is blijkt dit weer een practical joke te zijn. Blackadder waant zich verloren en vluchten is ook zinloos. Maar dan bedenkt hij een plan en laat hij de perverse bisschop bij binnenkomst verdoven door Baldrick. Vervolgens laat hij een schilderij maken waarop de verdoofde bisschop seksuele handelingen verricht met Percy. Hiermee chanteert Blackadder de bisschop, zodat zijn schuld wordt kwijtgescholden. Hij krijgt hierdoor genoeg geld om zijn huis terug te kopen en de schade te herstellen.

#### Aftiteling
Blackadder loopt op de minstreel af en gebaart hem te stoppen. Geleidelijk aan begint hij te rennen, maar hij slaagt er niet in de minstreel te pakken te krijgen.

#### Trivia
- Ronald Lacey, bij het grote publiek vooral bekend door zijn rol als Toht in Raiders of the Lost Ark, speelde in Flesh & Blood van Paul Verhoeven ook een corrupte geestelijke. De film kwam ook in 1986 uit.
- Er wordt opnieuw verwezen naar Mrs. Miggins en haar taartenwinkel.

### Beer
Uitgezonden op 13 februari 1986

#### Verhaal
Lord en Lady Whiteadder, Blackadders rijke en zeer fanatiek puriteinse oom en tante, willen op het diner komen om hun erfenis met Blackadder te bespreken. Blackadder is verheugd, en zijn vreugde wordt nog groter als hij naar het hof wordt geroepen omdat Lord Melchett ziek is. Melchett blijkt echter gewoon een kater te hebben. Blackadder bespot hem en uiteindelijk gaan ze een weddenschap aan: ze zullen 's avonds een drinkwedstrijd houden en de verliezer betaalt 10.000 florijnen. Blackadder is van plan vals te spelen aangezien hij in werkelijkheid al enorm snel dronken wordt. Pas thuisgekomen realiseert hij zich echter dat de Whiteadders ook komen en uiteraard zuipfestijnen afkeuren. Aangezien hij niet meer terug kan krabbelen houdt hij de drinkwedstrijd in Baldricks kamer, en het diner met de Whiteadders in de eetkamer. Baldrick zal hiervoor zijn 'knolraap surprise' maken (de verrassing hieraan is dat er alleen knolrapen in zitten). Percy en Baldrick vinden hierbij grote hilariteit in een knolraap in de vorm van een "dingetje", vooral omdat Baldricks "dingetje" juist de vorm van een knolraap heeft.
Het blijkt niet makkelijk om de Whiteadders te ontvangen. Ze zien vrijwel elke vorm van luxe als het werk van Satan; oom Nathaniel heeft besloten om religieuze redenen te zwijgen; en geprakte knolrapen worden ook afgekeurd, zodat Lady Whiteadder de enige ongeprakte, met de rare vorm, te eten krijgt. De gasten voor het drinkfestijn daarentegen zijn tamelijk luidruchtig, zodat Blackadder de grootste moeite heeft om hen te verbergen voor de Whiteadders. Ook komt de koningin, die besloten had om uit te zoeken wat er op mannenfeesten gebeurt, incognito aan de deur en sluit Blackadder die haar niet herkent haar op in de gangkast. Als de drinkers ontdekken dat Blackadder water drinkt dwingen ze hem sterk bier te gaan drinken, waarop hij dronken en absurd uitgedost in de eetkamer terugkomt. De weddenschap en de erfenis gaan aan zijn neus voorbij. De Whiteadders vertrekken maar stuiten op de drinkers die menen dat zij strippers zijn. Dan bevrijden zij de koningin uit de gangkast die zegt iedereen te executeren. De volgende ochtend is iedereen echter stomdronken. De koningin is de executies vergeten, Melchett de weddenschap en de Whiteadders de onterving.

#### Aftiteling
Gewapend met een degen gaat Blackadder op zoek naar de minstreel (die afgaande op zijn tekst en intonatie ook dronken is) maar krijgt hem nog steeds niet te pakken.

#### Trivia
- Eerste optreden van Hugh Laurie als Simon "Farters Parters" Partridge, alias Mr. Ostrich. Tweede gastrol van Miriam Margoyles.
- Melchett refereert aan Blackadders dronkenschap tijdens een bezoek van de koning van Oostenrijk. Oostenrijk heeft echter nooit een koning gehad.
- Er wordt gerefereerd aan Elizabeths toespraak voor de troepen in Tilsbury, wanneer ze zegt het lichaam van een zwakke vrouw, maar het hart van een massieve olifant te hebben.

### Chains
Uitgezonden op 20 februari 1986

#### Verhaal
Blackadder vertelt de koningin over zijn afkeuring omtrent het betalen van losgeld voor gijzelaars, omdat hij meent dat dezen door hun eigen domheid ontvoerd zijn. Enkele minuten later worden hij en Melchett echter zelf ontvoerd. In de kerker wordt Blackadder onderworpen aan een folteraar van de Spaanse Inquisitie, die hem door middel van Hints moet duidelijk maken wat hij bedoelt. Dan verschijnt het brein achter de ontvoering: prins Ludwig de Onverwoestbare (Hugh Laurie). Hoewel Blackadder en Melchett hem niet herkennen heeft hij hen beiden al eerder ontmoet. Vermomd als serveerster in Dover bespioneerde hij Blackadder, en ging zelfs met hem naar bed. Ludwig bespioneerde Melchett vermomd als het schaap Flossie, waar Melchett blijkbaar ook enige seksuele interactie mee heeft gehad.
De koningin had naar Blackadders advies besloten om nog maar een keer losgeld te betalen, en kan niet kiezen tussen Blackadder en Melchett. Daarom besluit ze het bedrag te besteden aan een gekostumeerd feestje. Ludwig zet hierop de doodvonnissen om in levenslange gevangenisstraf, op voorwaarde dat Blackadder en Melchett hem vertellen hoe hij in de buurt van de koningin geraken kan. Kort na Ludwigs vertrek ontsnappen Blackadder en Melchett. Op het feest is de koningin verkleed als haar vader Hendik VIII, Baldrick als potlodendoosje (door twee potloden in zijn neus te steken) en Nursie zoals altijd als een koe. Blackadder en Melchett vallen binnen en Blackadder steekt Nursie neer, om te onthullen dat dit prins Ludwig is. Dit kon hij weten omdat Ludwig, als meestervermommer, een uitstekend koeienkostuum droeg, terwijl Nursies kostuum altijd waardeloos is.
Na de aftiteling blijkt iedereen alsnog vermoord door een als de koningin vermomde prins Ludwig, die in zichzelf mompelt dat hij veel plezier van deze vermomming zal hebben als hij de stem precies kan imiteren.

#### Aftiteling
Blackadder grijpt de minstreel in de kraag en verdrinkt hem in de fontein, hoewel de zang gewoon doorgaat.

#### Trivia
- Tweede optreden van Hugh Laurie. In de volgende serie, Blackadder the Third krijgt hij een vaste rol.
- In de epiloog, na de aftiteling, is op de achtergrond een deel te horen van Elton Johns Funeral for a Friend.
- Ludwig maakt een verwijzing naar Goldfinger met de uitspraak Choose your next witticism carefully, Herr Blackadder - it may be your last. In het boek Blackadder: The Whole Damn Dynasty, waarin de afleveringen in scriptvorm gepubliceerd werden, wordt Ludwig ook omschreven als de Blofeld van de zestiende eeuw.

Media: Afleveringen · The Black Adder · Blackadder II · Blackadder the Third · Blackadder Goes Forth · speciale afleveringen

Personages: Blackadder · Baldrick · overig